# Stavtjärnen (Skorpeds socken, Ångermanland)
Stavtjärnen är en sjö i Örnsköldsviks kommun i Ångermanland och ingår i Nätraåns huvudavrinningsområde. Sjön är 14,7 meter djup, har en yta på 0,178 kvadratkilometer och befinner sig 251,3 meter över havet. Sjön avvattnas av vattendraget Gröningsbäcken.

## Delavrinningsområde
Stavtjärnen ingår i det delavrinningsområde (702701-160076) som SMHI kallar för Utloppet av Stavtjärnen. Medelhöjden är 339 meter över havet och ytan är 11,56 kvadratkilometer. Det finns inga avrinningsområden uppströms utan avrinningsområdet är högsta punkten. Gröningsbäcken som avvattnar avrinningsområdet har biflödesordning 3, vilket innebär att vattnet flödar genom totalt 3 vattendrag innan det når havet efter 59 kilometer. Avrinningsområdet består mestadels av skog (87 procent). Avrinningsområdet har 0,18 kvadratkilometer vattenytor vilket ger det en sjöprocent på 1,5 procent.